# Übertretung
Eine Übertretung ist die Verletzung einer geltenden Rechtsnorm oder anderweitig vorgegebenen Regel (Richtlinie).

## Allgemeines
Als Rechtsbegriff des Strafrechts bezeichnet die Übertretung (frz. contravention; ital. contravvenzione; ndl. overtreding; span. falta) die schwächste Form einer Straftat (geringere Schwere als das Vergehen und das Verbrechen). Diese Dreiteilung, die für das kontinentaleuropäische Recht typisch ist, beruht auf der unter Napoleon im französischen Code Pénal Impérial (1810) entwickelten Grundsystematik der strafbaren Handlungen (contravention - délit - crime).

## Deutschland
In Deutschland wurden Übertretungen im Reichsstrafgesetzbuch von 1871 reichsweit eingeführt.
In der Bundesrepublik Deutschland waren sie Straftaten, die mit Freiheitsstrafe bis zu 6 Wochen (bis 1970 als Haft bezeichnet) oder Geldstrafe bis zu 500 DM geahndet werden konnten (etwa Mundraub). Sie wurden durch das Einführungsgesetz zum Gesetz über Ordnungswidrigkeiten (EGOWiG) von 1968 und das Einführungsgesetz zum Strafgesetzbuch (EGStGB) von 1974 abgeschafft. Zunächst waren mit dem EGOWiG die praktisch besonders bedeutsamen Übertretungen des Straßenverkehrsrechts in Bußgeldtatbestände umgewandelt worden, viele andere Übertretungstatbestände dann zeitlich nachfolgend mit Inkrafttreten des EGStGB. Gewisse Regelungen wurden im Rahmen der Reform auch vollkommen entkriminalisiert - oder aber kriminalisiert, mithin in Straftatbestände übernommen bzw. umgewandelt.
In der DDR wurde der Begriff Übertretung 1968 durch die Einführung des Strafgesetzbuchs (DDR) abgeschafft.

## Österreich
Auch in Österreich gibt es seit 1975 keine strafrechtlich relevanten Übertretungen mehr: Alle strafbaren Handlungen sind entweder Verbrechen oder Vergehen, während Übertretungshandlungen, die durch Verwaltungsstrafen geahndet werden (Verwaltungsübertretung), nicht als kriminelle Delikte aufzufassen sind. Allerdings ermöglichen § 10 und § 11 Verwaltungsstrafgesetz auch die Verhängung von Freiheitsstrafen bis zu 6 Wochen.

## Schweiz
In der Schweiz besteht die Übertretung (französisch contravention, italienisch contravvenzione, rätoromanisch surpassament) als Kategorie des Strafrechts fort: Übertretungen sind Taten, die mit Busse bedroht sind (Art. 103 StGB). Die Verfolgung ist Verwaltungsbehörden übertragen, sei es solchen des Bundes im Verwaltungsstrafverfahren (VStrR), sei es solchen der Kantone im Übertretungsstrafverfahren, das dem Strafbefehlsverfahren nachgebildet ist (Art. 357 StPO). In letzterem Fall ist auch die Ahndung in einem vereinfachten Ordnungsbussenverfahren mit festen Bussenbeträgen bis 300 Franken möglich (OBG); das betrifft beispielsweise bestimmte Widerhandlungen nach dem Strassenverkehrs- (SVG), dem Betäubungsmittel- (BetmG) oder dem Waffengesetz (WG).

## Weitere Länder
Auch in vielen anderen europäischen und außereuropäischen Rechtsordnungen (insbesondere des romanischen Rechtskreises) existieren Übertretungen (i.S. strafrechtlich verfolgbarer Bagatelldelikte) weiterhin. Sie nehmen in der Praxis meist eine mit den deutschen Ordnungswidrigkeiten vergleichbare Stellung ein.
Im angelsächsischen Rechtskreis gibt es unterschiedliche Entsprechungen: Während man in den vom englischen Common Law abhängigen Strafrechtsordnungen so genannte summary offences kennt (strafbare Verfehlungen, die in der Regel ohne indictment, also nicht vor einer Jury abgeurteilt werden), spricht man in den USA von infractions, das sind Verstöße, die nicht mit Freiheitsentzug geahndet werden können und in geringfügigen Fällen oft auch nicht als Straftaten (crime), sondern als civil cases gelten (ungefähr vergleichbar mit Ordnungswidrigkeiten).